# Wiktoryja Azaranka
Wiktoryja Fiodarauna Azaranka (biał. Вікто́рыя Фёдараўна Аза́ранка, ros. Викто́рия Фёдоровна Аза́ренко, Wiktorija Fiodorowna Azarienko; ur. 31 lipca 1989 w Mińsku) – białoruska tenisistka, mistrzyni wielkoszlemowego Australian Open w grze pojedynczej w latach 2012 i 2013 oraz US Open 2007 i French Open 2008 w grze mieszanej; była liderka klasyfikacji juniorskiej; liderka rankingu singlowego WTA; mistrzyni wielkoszlemowych turniejów juniorskich w grze pojedynczej i podwójnej, złota medalistka w mikście oraz brązowa medalistka w singlu z Londynu 2012; zwyciężczyni 21 turniejów cyklu WTA Tour, w tym 10 rangi WTA Premier Mandatory/WTA Premier 5. Reprezentantka kraju w Pucharze Federacji. Tenisistka praworęczna z oburęcznym bekhendem.

## Kariera zawodowa
Jest zawodniczką praworęczną. Do tenisa zachęciła ją matka, gdy Wiktoryja miała siedem lat. Matka pracowała wówczas jako instruktorka w klubie w stolicy. Gdy została najlepszą juniorką w kraju, jako 14-latka, wyjechała do Arizony, gdzie rosyjski hokeista występujący w lidze NHL, Nikołaj Chabibulin zaoferował Azarance wsparcie finansowe w postaci stypendium (jego pochodząca z Białorusi żona jest przyjaciółką matki Azaranki). Jako 17-latka została najlepszą juniorką świata.

### Sezon 2005
W 2005 roku tenisistka z Mińska zdominowała rozgrywki juniorskie. Indywidualnie zdobyła dwa wielkoszlemowe tytuły (Australian Open i US Open); w deblu zaś zwyciężyła trzy z czterech imprez w jednym sezonie (poza US Open). 31 stycznia została liderką światowej klasyfikacji mieszanej juniorek.
Wygrała jeden turniej singlowy kobiecych rozgrywek ITF – w 2005 w Pétange. Ma na koncie dwa tytuły deblowe, ostatni z 2005 roku z Tucson.
W 2005 roku po przegranych kwalifikacjach w Pradze i New Haven, zadebiutowała na turnieju seniorek w Kolkacie. Przegrała tam już w pierwszej rundzie z Galiną Woskobojewą. Wystartowała w Kantonie, gdzie zwyciężyła rozstawione zawodniczki – [8] Martinę Suchą i [2] Peng Shuai, przegrywając dopiero z Yan Zi. Wygrała turnieje z cyklu ITF. Była jedną z liderek rozgrywek juniorskich – wygrała wszystkie turnieje wielkoszlemowe, ale w różnych konkurencjach.

### Sezon 2006
W styczniu na kortach twardych w Auckland dotarła do drugiej rundy. Zakwalifikowała się do Australian Open, gdzie już w pierwszej rundzie przegrała z Sanią Mirzą. Jako 138 zawodniczka świata wyeliminowała w Memphis Nicole Vaidišovą. W tym samym turnieju razem z Caroline Wozniacki dotarła do finału gry podwójnej, przegrywając z najwyżej rozstawionymi zawodniczkami Lisą Raymond i Rennae Stubbs. W Miami w drugiej rundzie wygrała z Jeleną Janković, ale w następnej uległa Anastazji Myskinie. Odpadła w pierwszej rundzie trzech kolejnych turniejów: w Estoril, Pradze i Rzymie. Zadebiutowała na zawodowym turnieju Roland Garros, w pierwszej rundzie trafiając na Anabel Medinę. W trzecim secie przegrała 7:9. Zadebiutowała również w Wimbledonie, gdzie przegrała w pierwszej rundzie z Agnieszką Radwańską. Po tym turnieju została sklasyfikowana po raz pierwszy w czołowej setce rankingu WTA (na 99. miejscu). Po turnieju US Open (gdzie wygrała z Anastasiją Myskiną), po siedmiotygodniowej nieobecności powróciła do pierwszej setki rankingu. Wygrała (poprzez walkower rywalek) deblowy turniej tenisowy w Taszkencie – było to jej pierwsze zwycięstwo w zawodowej karierze. Sezon zakończyła na turnieju Bell Challenge w Quebecu, odpadając w pierwszej rundzie singla z Sybille Bammer oraz dochodząc do półfinału debla w parze z Nicole Pratt. Na zakończenie 2006 roku uzyskała najwyższe pozycje w rankingach światowych w dotychczasowej karierze – 92. w singlu i 110. w deblu.

### Sezon 2007
Już na początku roku 2007 osiągnęła wielki sukces, dochodząc razem z Maksem Mirnym do finału wielkoszlemowego Australian Open w grze mieszanej. W grze pojedynczej odpadła w trzeciej rundzie z Jeleną Janković, ale wcześniej wyeliminowała Francuzkę Marion Bartoli. Po przejściu kwalifikacji doszła do trzeciej rundy Indian Wells oraz Miami Masters (do listy pokonanych z czołówki światowej dodała Anabel Medinę Garrigues). W pierwszej rundzie w Amelia Island przegrała z Rominą Oprandi. W maju doszła do pierwszego zawodowego finału w grze pojedynczej w Estoril. W drodze do niego pokonała Virginie Razzano, Francescę Schiavone, Giselę Dulko, Lucie Šafářovą; w finale przegrała z niemiecką kwalifikantką Grétą Arn. Była też w półfinale w Pradze, ale odpadła już w pierwszej rundzie French Open. Doszła do trzeciej rundy Wimbledonu. Po nieudanym sezonie US Open Series, gdzie jej najlepszym wynikiem był ćwierćfinał w Los Angeles, doszła do czwartej rundy US Open, eliminując po drodze Martinę Hingis. Podczas tego turnieju po raz pierwszy w karierze została mistrzynią wielkoszlemową w kategorii seniorskiej. W parze z Maksem Mirnym wygrała turniej gry mieszanej i została pierwszą Białorusinką, która zwyciężyła w mikście na Flushing Meadows.

### Sezon 2008
Rok 2008 rozpoczęła od osiągnięcia trzeciej rundy singla i finału debla (razem z Szachar Pe’er) w wielkoszlemowym Australian Open. Jej partnerką w grze deblowej była Szachar Pe’er. We French Open doszła do IV rundy, pokonując w I rundzie Edinę Gallovits 6:1, 6:3. w II rundzie wygrała z Soraną Cîrsteą 6:0, 6:0. W III rundzie wygrała z Francescą Schiavone 6:1, 6:1, a w IV rundzie przegrała ze Swietłaną Kuzniecową 6:3, 6:3. W tym samym turnieju w parze z Bobem Bryanem wygrała turniej w grze mieszanej, pokonując w finale parę Katarina Srebotnik–Nenad Zimonjić 6:2, 7:6. W Wimbledonie w I rundzie wygrała z Cwetaną Pironkową 6:1, 6:1, w II rundzie z Soraną Cîrsteą 6:1, 6:3, ale w III rundzie przegrała z Nadieżdą Pietrową 6:7, 6:7. W US Open 2008 dotarła do III rundy, w której przegrała z Caroline Wozniacki 4:6, 4:6. Sezon 2008 zakończyła na 15. miejscu w rankingu WTA.

### Sezon 2009
W 2009 wygrała 3 turnieje singlowe, w Brisbane pokonując w finale Marion Bartoli 6:3, 6:1, w Memphis wygrywając z Caroline Wozniacki 6:1, 6:3 i w Miami, gdzie wygrała z Sereną Williams 6:3, 6:1, oraz dwóch turniejów deblowych w Memphis w parze z Caroline Wozniacki wygrywając 6:1, 7:6 z parą Juliana Fedak – Michaëlla Krajicek i w turnieju w Indian Wells w parze z Wierą Zwonariową wygrywając w finale 6:4, 3:6, 10-5 z parą Gisela Dulko-Szachar Pe’er. W 2009 osiągnęła dwa ćwierćfinały w turniejach wielkoszlemowych: we French Open i na Wimbledonie oraz doszła do IV rundy Australian Open i US Open. Sezon 2009 zakończyła na 7 pozycji w rankingu WTA.

### Sezon 2010

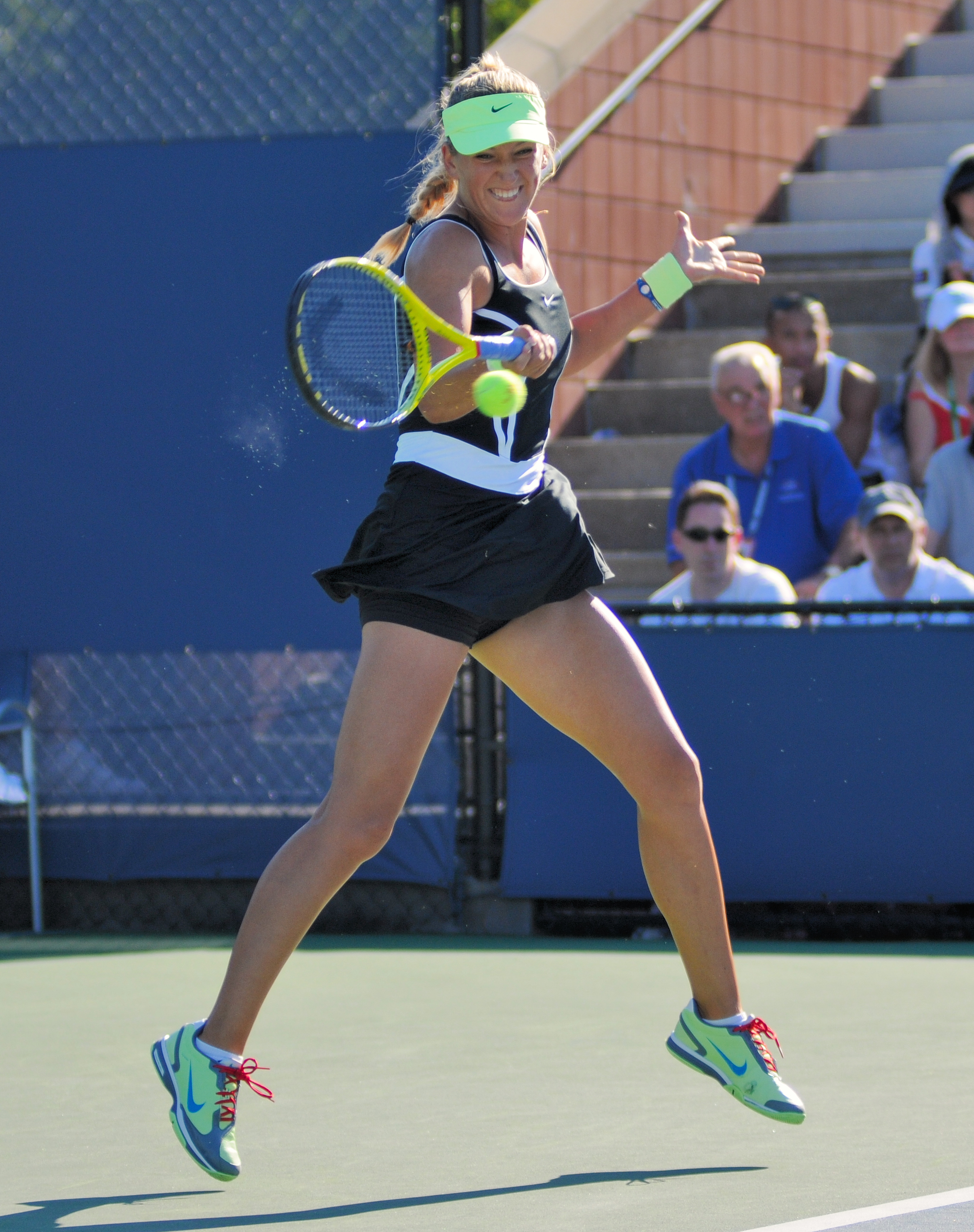
Azaranka na US Open w 2010 roku

Sezon 2010 zaczęła od turnieju w Sydney, gdzie doszła do półfinału, przegrywając z Jeleną Diemientjewą 3:6, 1:6. W Australian Open 2010 doszła do ćwierćfinału, gdzie przegrała z Sereną Williams 6:4, 6:7, 2:6, a w lutym w turnieju w Dubaju uległa w finale jej siostrze Venus 3:6, 5:7, w półfinale pokonując Agnieszkę Radwańską.

### Sezon 2011
W sezonie 2011 wygrała Sony Ericsson Open w Miami oraz dotarła do półfinału wielkoszlemowego turnieju Wimbledon 2011, gdzie przegrała z Petrą Kvitovą w trzech setach, oba turnieje w singlu. Dotarła również do finału WTA Tour Championships, w którym przegrała z Czeszką Petrą Kvitovą.

### Sezon 2012
W sezonie 2012 wygrała turniej Apia International Sydney w Sydney, po zwycięstwie w finale nad Li Na. Dwa tygodnie później Azaranka odniosła największy sukces w karierze, wygrywając wielkoszlemowy Australian Open. W drodze do finału pokonała m.in. Agnieszkę Radwańską i Kim Clijsters, a w finale 6:3, 6:0 Mariję Szarapową. Seria zwycięstw Azaranki powiększyła się dzięki triumfowi w turnieju w Ad-Dausze. W finale imprezy Białorusinka wygrała z Samanthą Stosur 6:1, 6:2, a cały turniej zakończyła bez straty seta.
W Indian Wells Białorusinka odniosła kolejny triumf, który był jej czwartym w sezonie. Turniej zakończyła ze stratą tylko jednego seta, którego ugrała Mona Barthel w spotkaniu drugiej rundy. W finałowym pojedynku z Mariją Szarapową Azaranka zwyciężyła 6:2, 6:3. Był to jej dwudziesty trzeci kolejny wygrany mecz w sezonie. W turnieju Premier Series w Stuttgarcie Białorusinka doszła do finału. Przegrała w nim 1:6, 4:6 z Mariją Szarapową. W kwietniu 2012 roku do jej sztabu szkoleniowego dołączyła Amélie Mauresmo. W turnieju Premier Mandatory w Madrycie ponownie osiągnęła finał. Przegrała w nim 1:6, 3:6 z Sereną Williams. Swój udział we French Open w 2012 roku zakończyła w czwartej rundzie po przegranej z Dominiką Cibulkovą. 11 czerwca 2012 roku spadła z pozycji liderki rankingu gry pojedynczej na rzecz Marii Szarapowej.

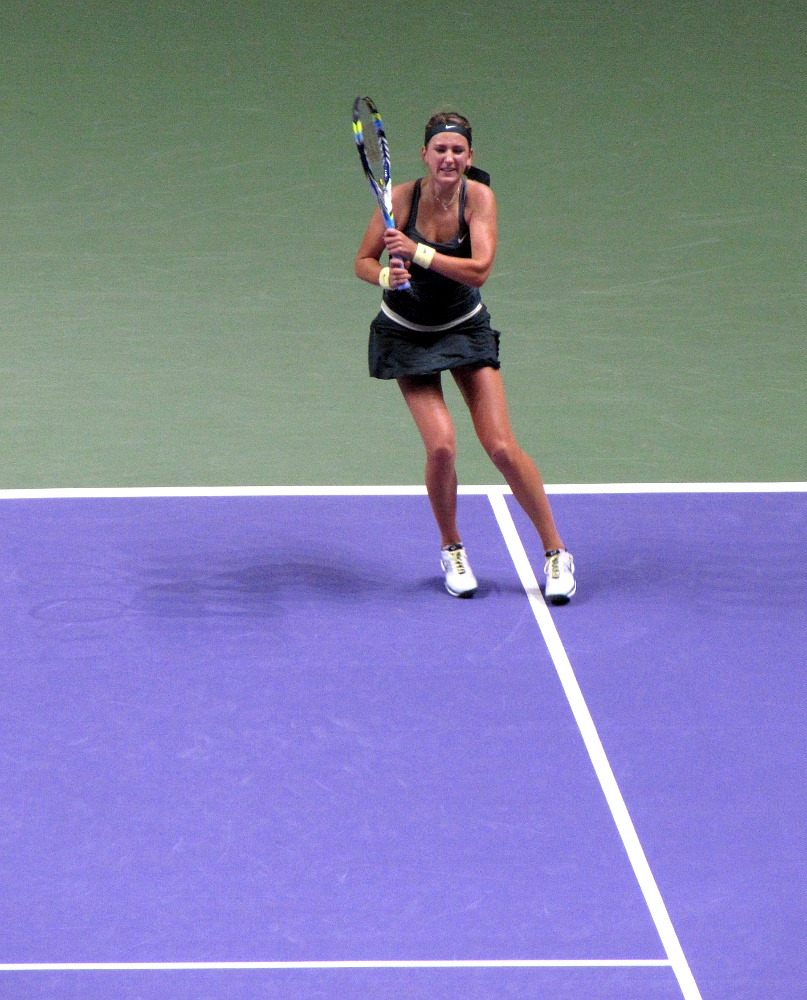
Wiktoryja Azaranka podczas Mistrzostw WTA

Podczas Wimbledonu dotarła do półfinału, w którym uległa Serenie Williams 3:6, 6:7(6). Po turnieju ponownie znalazła się na pierwszym miejscu w rankingu singlowym. Podczas igrzysk olimpijskich w Londynie zdobyła brązowy medal w grze pojedynczej. Po porażce w półfinale 1:6, 2:6 z Sereną Williams, w meczu o trzecie miejsce pokonała Mariję Kirilenko 6:3, 6:4. W grze mieszanej razem z Maksem Mirnym zdobyła złoty medal. W finałowym spotkaniu pokonali oni Laurę Robson i Andy’ego Murraya 2:6, 6:3, 10-8.
Podczas US Open osiągnęła finał singla. W zawodach pokonała m.in. Samanthę Stosur, obrończynię tytułu, oraz Mariję Szarapową, byłą liderkę rankingu WTA. W meczu mistrzowskim uległa jednak Serenie Williams 2:6, 6:2, 5:7, pomimo prowadzenia w trzecim secie 5:3. W turnieju Premier 5 w Tokio osiągnęła ćwierćfinał z Kerber, który oddała walkowerem z powodu zawrotów głowy. W kolejnym azjatyckim turnieju, w Pekinie o randze Mandatory, Azaranka zanotowała zwycięstwo. W całym turnieju nie straciła seta, a w finałowym pojedynku pokonała Szarapową 6:3, 6:1. Tydzień później odniosła triumf w turnieju International w Linzu, gdzie w finale pokonała Julię Görges 6:3, 6:4.
Podczas Mistrzostw WTA osiągnęła półfinał, wygrywając z Kerber i Li, a przegrywając z Sereną Williams w fazie grupowej. W meczu półfinałowym przegrała z Szarapową 4:6, 2:6. Sezon 2012 Wiktoryja Azaranka zakończyła na pozycji liderki rankingu WTA.

### Sezon 2013

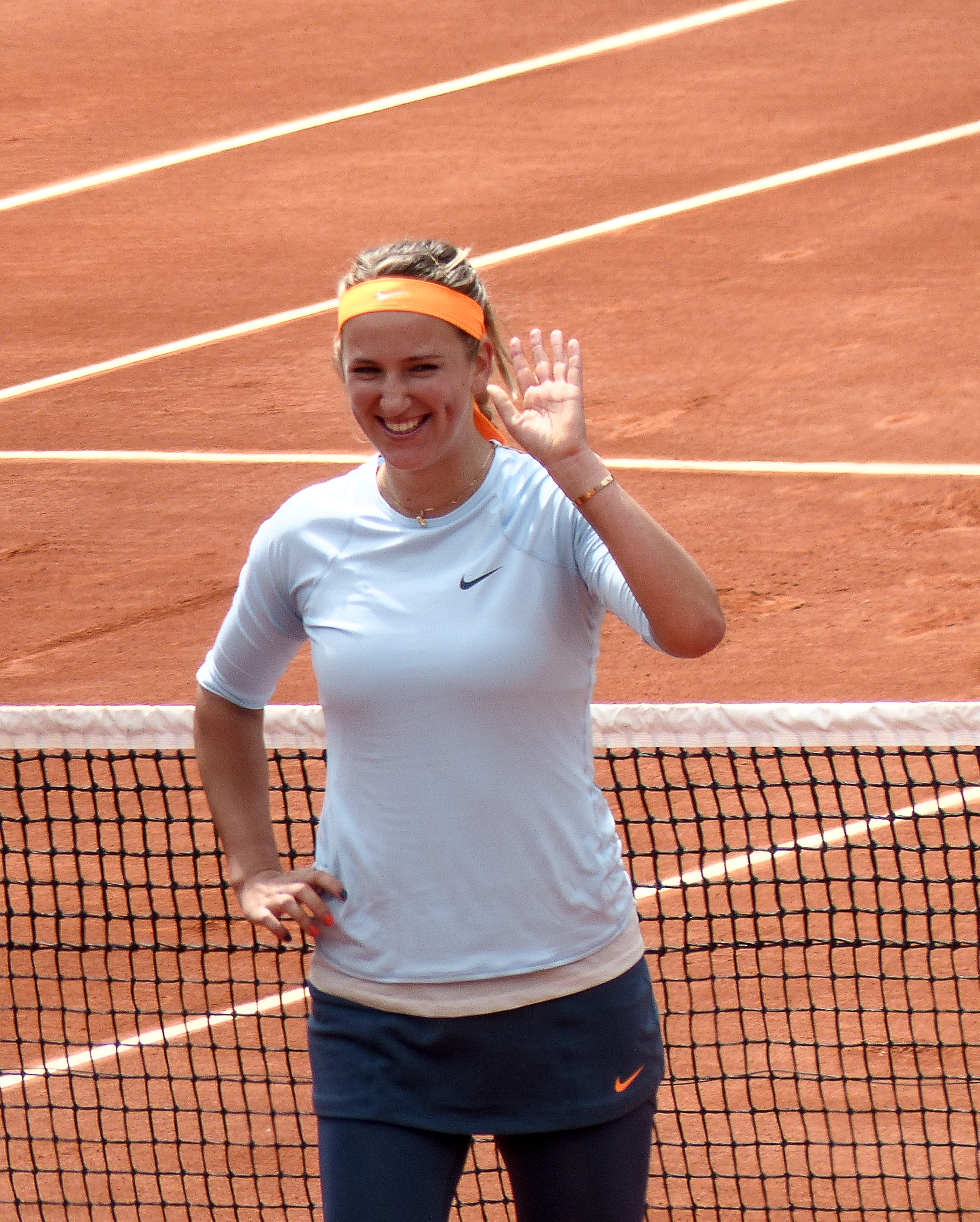
Azaranka na French Open w 2013 roku

Azaranka rozpoczęła sezon 2013 od udziału w wielkoszlemowym Australian Open, gdzie rozstawiona z numerem pierwszym broniła trofeum zdobytego rok wcześniej. W początkowych rundach zawodów pokonała m.in. Monikę Niculescu, Eleni Daniilidu, Jamie Hampton i Jelenę Wiesninę. W ćwierćfinałowym pojedynku zwyciężyła ze Swietłaną Kuzniecową 7:5, 6:1. W spotkaniu o finał pokonała wynikiem 6:1, 6:4 Sloane Stephens, która wcześniej wyeliminowała Serenę Williams. W meczu mistrzowskim zwyciężyła z Li Na wynikiem 4:6, 6:4, 6:3, wygrywając po raz drugi z rzędu australijskie trofeum. W ten sposób utrzymała pozycję liderki rankingu, nie dając się wyprzedzić Amerykance Serenie Williams. Na turnieju w Ad-Dausze, gdzie broniła tytułu, w pierwszej rundzie miała wolny los. W kolejnych rundach pokonywała następująco Rominę Oprandi, Christinę McHale, Sarę Errani i Agnieszkę Radwańską. W finale pokonała Serenę Williams wynikiem 7:6(6), 2:6, 6:3, jednakże w najbliższym notowaniu na jej rzecz spadła z pozycji liderki rankingu singlowego WTA. Z powodu kontuzji prawej stopy Azaranka nie wystąpiła w Dubaju, a organizacja WTA Tour nałożyła na nią karę 100 000 dolarów za zbyt późne wycofanie się z turnieju.
W Indian Wells osiągnęła ćwierćfinał, pokonując wcześniej Danielę Hantuchovą, Kirsten Flipkens i Urszulę Radwańską. Z powodu kontuzji prawej kostki oddała walkowerem Caroline Wozniacki mecz o półfinał. Z powodu kontuzji wycofała się z udziału w turnieju w Miami. W Madrycie przegrała w drugiej rundzie z Jekatieriną Makarową 6:1, 2:6, 3:6. Turniej w Rzymie zakończyła na finale, przegrywając w nim z Sereną Williams 1:6, 3:6.
Na French Open osiągnęła półfinał. W zawodach pokonała m.in. rozstawione Alizé Cornet i Mariję Kirilenko, przegrywając z Mariją Szarapową 1:6, 6:2, 4:6. Podczas wielkoszlemowego Wimbledonu rozegrała tylko jeden mecz. W pierwszej rundzie pokonała Marię João Koehler 6:1, 6:2, natomiast mecz z Flavią Pennettą oddala walkowerem z powodu kontuzji kolana.
Na turnieju w Carlsbadzie osiągnęła finał rywalizacji, w którym przegrała z Samanthą Stosur 2:6, 3:6. Z Toronto wycofała się już po rozlosowaniu drabinki turniejowej. W Cincinnati ponownie osiągnęła finał. Triumfowała w nim nad Sereną Williams 2:6, 6:2, 7:6(6). Na US Open ponownie dotarła do finału z Williams. Tym razem przegrała 5:7, 7:6(6), 1:6.
Udział w zawodach w Tokio i Pekinie kończyła na pierwszym meczu. W turnieju finałowym Mistrzostw WTA Azaranka osiągnęła czwarte, ostatnie miejsce w swojej grupie. Sezon 2013 zakończyła na drugim miejscu w rankingu WTA Tour.

### Sezon 2014
Białorusinka rozpoczęła sezon 2014 od udziału w zawodach w Brisbane. Dotarła w nich do finału, ulegając w nim Serenie Williams 4:6, 5:7. Na Australian Open Azaranka awansowała do ćwierćfinału bez straty seta. W pojedynku o półfinał przegrała z Agnieszką Radwańską 1:6, 7:5, 0:6, tym samym nie obroniła tytułu zdobytego w poprzedniej edycji.
W marcu wystąpiła w turnieju w Indian Wells, jednak w swoim pierwszym meczu przegrała z Lauren Davis 0:6, 6:7(2). Z powodu kontuzji stopy wycofała się z zawodów rangi WTA Premier Series w Miami, Madrycie i Rzymie.
W Eastbourne przegrała w pierwszej rundzie z Camilą Giorgi 6:4, 3:6, 5:7. Na Wimbledonie w drugim meczu nie sprostała Bojanie Jovanovski. W swoim pierwszym meczu w Stanford przegrała z Venus Williams. Pierwszy ćwierćfinał od czasu styczniowego Australian Open zanotowała w Montrealu. Ponownie uległa w nim Agnieszce Radwańskiej – wynikiem 2:6, 2:6. Wycofała się z udziału w Cincinnati. Na US Open awansowała do ćwierćfinału, w którym nie sprostała Jekatierinie Makarowej. W Tokio w drugiej rundzie lepsza okazała się Ana Ivanović.

### Sezon 2015
Białorusinka zainaugurowała ten sezon startem w Brisbane, gdzie szybko pożegnała się z rywalizacją, przegrywając po długim, trzysetowym boju z Karolíną Plíškovą. W Australian Open dotarła do czwartej rundy, pokonując po drodze m.in. Sloane Stephens, Caroline Wozniacki i Barborę Záhlavovą-Strýcovą. Swój występ zakończyła porażką z finalistką poprzedniej edycji, Dominiką Cibulkovą. Po pierwszym w sezonie turnieju Wielkiego Szlema spadła w rankingu WTA na 49. pozycję, najniższą od czerwca 2007 roku.
Pierwszy turniejowy finał osiągnęła w Dosze, gdzie uległa Lucie Šafářovej 4:6, 3:6. W Indian Wells i Miami doszła do trzecich rund, ulegając kolejno Marii Szarapowej i Flavii Pennetcie. Ćwierćfinał i kolejną porażkę z Szarapową zanotowała w Rzymie, zaś w Madrycie i na French Open przegrywała w trzecich rundach z Sereną Williams.
W Birmingham spotkanie drugiej rundy z Zariną Dijas poddała walkowerem. Na Wimbledonie ponownie uległa Serenie Williams, ale tym razem w ćwierćfinale wynikiem 6:3, 2:6, 3:6.
W Toronto została pokonana w trzecim meczu przez Sarę Errani, a w tej samej fazie w Cincinnati skreczowała w meczu z Anastasiją Pawluczenkową. Kolejny ćwierćfinał osiągnęła w US Open, tym razem ulegając Simonie Halep 3:6, 6:4, 4:6.

### Sezon 2016
Azaranka rozpoczęła kolejny sezon od występu w Brisbane, gdzie pokonała w finale Angelique Kerber, zdobywając pierwszy singlowy tytuł po 3-letniej przerwie. W następnych zawodach, czyli wielkoszlemowym Australian Open Białorusince udało się awansować do ćwierćfinału, a w nim uległa późniejszej triumfatorce, Kerber.
W marcu Azaranka przystąpiła do rywalizacji w Indian Wells, w finale pokonując 6:4, 6:4 Serenę Williams, wygrywając ten turniej po raz drugi i powracając do czołowej dziesiątki rankingu WTA. Zaraz potem zagrała w Miami, gdzie pokonała m.in. Garbiñe Muguruzę oraz Angelique Kerber i wygrała w finale 6:3, 6:2 ze Swietłaną Kuzniecową, stając się trzecią zawodniczką w historii, która zdobyła sunshine double (zwycięstwo w obu zawodach w tym samym roku).
Kontuzja kolana zmusiła ją do kreczu w pierwszej rundzie French Open i zakończenia sezonu w połowie jego trwania. Z tego powodu zakończyła rok na 13. miejscu, mimo że miała najlepszy bilans wygranych meczów.

### Sezon 2017
W kolejnym sezonie Białorusinka wystąpiła tylko na Majorce i Wimbledonie (także w grze mieszanej), w obu turniejach dochodząc do 1/8 finału. W ostatnim meczu zawodów wielkoszlemowych uległa wiceliderce rankingu Simonie Halep.

### Sezon 2018
Na początku nowego roku Azaranka nie grała z powodu walki o prawo do opieki nad dzieckiem. Po powrocie, w Miami dotarła do półfinału, pokonując między innymi Karolínę Plíškovą. Na Wimbledonie podczas zawodów gry mieszanej, w których partnerował jej Jamie Murray, mikst awansował do finału, ulegając w nim 6:7(1), 3:6 parze Nicole Melichar–Alexander Peya.

## Życie prywatne
Trenerem zawodniczki był przez wiele lat Sam Sumyk. Jej ulubione uderzenie to bekhend. Lubi twarde korty. Rodzice noszą imiona Ała i Fiodar, ma brata Maksa.
Mówi po angielsku, białorusku i rosyjsku. Za tenisowy wzór uważa Rogera Federera. Dawniej związana była z ukraińskim tenisistą, Serhijem Bubką. Była również w związku z muzykiem Redfoo, członkiem zespołu LMFAO. W 2013 roku wystąpiła w teledysku Redfoo „Let’s Get Ridiculous”.
15 lipca 2016 ogłosiła, że wraz z Billem McKeague spodziewa się narodzin dziecka. 20 grudnia 2016 urodziła syna. Para rozstała się po zakończeniu Wimbledonu 2017.
Wiktoryja Azaranka posiada willę położoną w elitarnej dzielnicy Drozdy w Mińsku, zamieszkanej przez przedstawicieli białoruskiej władzy i ludzi blisko związanych z Alaksandrem Łukaszenką.

## Historia występów wielkoszlemowych
Legenda
     W, wygrany turniej
     F, przegrana w finale
     SF, przegrana w półfinale
     QF, przegrana w ćwierćfinale
     xR, przegrana w x rundzie
     A, brak startu
     NH, turniej nie odbył się

### Występy w grze pojedynczej
| Australian Open        | A   | A   | 1R | 3R | 3R | 4R | QF | 4R | W  | W  | QF | 4R | QF | A   | A  | 1R | A  | 1R | 4R | SF | 4R | 1R | 2 / 17 | 50 – 15  |  |  |
| French Open            | A   | A   | 1R | 1R | 4R | QF | 1R | QF | 4R | SF | A  | 3R | 1R | A   | 1R | 2R | 2R | 4R | 3R | 1R | 2R |    | 0 / 17 | 29 – 17  |  |  |
| Wimbledon              | A   | A   | 1R | 3R | 3R | QF | 3R | SF | SF | 2R | 2R | QF | A  | 4R  | 2R | 3R | NH | 2R | A  | 4R | A  |    | 0 / 15 | 36 – 14  |  |  |
| US Open                | A   | A   | 3R | 4R | 3R | 3R | 2R | 3R | F  | F  | QF | QF | A  | A   | 3R | 1R | F  | 3R | 4R | 2R | 3R |    | 0 / 17 | 48 – 17  |  |  |
|                        |     |     |    |    |    |    |    |    |    |    |    |    |    |     |    |    |    |    |    |    |    |    |        |          |  |  |
| Ranking na koniec roku | 506 | 146 | 92 | 30 | 15 | 7  | 10 | 3  | 1  | 2  | 32 | 22 | 13 | 208 | 51 | 50 | 13 | 27 | 27 | 22 | 20 |    | 2 / 66 | 163 – 63 |  |  |

### Występy w grze podwójnej
| Australian Open        | A   | A   | A   | A  | F  | 3R | 3R | F  | A   | A | A | A   | A | A | A   | 2R | A  | A   | A   | A  | A   | A | 0 / 5  | 15 – 3  |  |  |  |
| French Open            | A   | A   | A   | 1R | QF | F  | 2R | QF | A   | A | A | A   | A | A | A   | 3R | A  | A   | A   | 2R | A   |   | 0 / 7  | 15 – 7  |  |  |  |
| Wimbledon              | A   | A   | A   | 2R | QF | 3R | 1R | A  | A   | A | A | A   | A | A | A   | 3R | NH | A   | A   | 2R | A   |   | 0 / 6  | 8 – 3   |  |  |  |
| US Open                | A   | A   | A   | 1R | 1R | 2R | A  | A  | A   | A | A | A   | A | A | 2R  | F  | 2R | A   | A   | QF | A   |   | 0 / 7  | 10 – 7  |  |  |  |
|                        |     |     |     |    |    |    |    |    |     |   |   |     |   |   |     |    |    |     |     |    |     |   |        |         |  |  |  |
| Ranking na koniec roku | 677 | 429 | 110 | 32 | 12 | 15 | 44 | 12 | 367 | – | – | 433 | – | – | 272 | 18 | 21 | 159 | 208 | 46 | 562 |   | 0 / 25 | 48 – 20 |  |  |  |

### Występy w grze mieszanej
| Australian Open | A | A | A  | F  | 1R | A | A | A | A  | A | A | A | A | A  | A | A | A  | A | A  | A | A | A | 0 / 2  | 4 – 2  |  |  |  |
| French Open     | A | A | A  | 1R | W  | A | A | A | A  | A | A | A | A | A  | A | A | NH | A | A  | A | A |   | 1 / 2  | 5 – 1  |  |  |  |
| Wimbledon       | A | A | A  | 1R | A  | A | A | A | 3R | A | A | A | A | 1R | F | A | NH | A | A  | A | A |   | 0 / 4  | 7 – 4  |  |  |  |
| US Open         | A | A | 2R | W  | A  | A | A | A | A  | A | A | A | A | A  | A | A | NH | A | 1R | A | A |   | 1 / 3  | 6 – 2  |  |  |  |
|                 |   |   |    |    |    |   |   |   |    |   |   |   |   |    |   |   |    |   |    |   |   |   |        |        |  |  |  |
|                 |   |   |    |    |    |   |   |   |    |   |   |   |   |    |   |   |    |   |    |   |   |   | 2 / 11 | 22 – 9 |  |  |  |

## Finały turniejów WTA
| Legenda                     | Legenda |
| --------------------------- | ------- |
| Wielki Szlem                |         |
| Igrzyska olimpijskie        |         |
| WTA Tour Championships      |         |
| 1988 – 2008                 |         |
| Kategoria I                 |         |
| Kategoria II                |         |
| Kategoria III               |         |
| Kategoria IV                |         |
| Kategoria V                 |         |
| 2009 – 2020                 |         |
| WTA Premier Mandatory       |         |
| WTA Premier 5               |         |
| WTA Premier                 |         |
| WTA International Series    |         |
| WTA 125K series (2012–2020) |         |
| od 2021                     |         |
| WTA 1000 (obowiązkowe)      |         |
| WTA 1000 (nieobowiązkowe)   |         |
| WTA 500                     |         |
| WTA 250                     |         |
| WTA 125                     |         |

### Gra pojedyncza 41 (21–20)
| Końcowy wynik | Nr  | Data                 | Turniej         | Nawierzchnia  | Przeciwniczka        | Wynik finału        |
| ------------- | --- | -------------------- | --------------- | ------------- | -------------------- | ------------------- |
| Finalistka    | 1.  | 6 maja 2007          | Estoril         | Ceglana       | Gréta Arn            | 6:2, 1:6, 6:7(3)    |
| Finalistka    | 2.  | 7 października 2007  | Taszkent        | Twarda        | Pauline Parmentier   | 5:7, 2:6            |
| Finalistka    | 3.  | 5 stycznia 2008      | Gold Coast      | Twarda        | Li Na                | 6:4, 3:6, 4:6       |
| Finalistka    | 4.  | 4 maja 2008          | Praga           | Ceglana       | Wiera Zwonariowa     | 6:7(2), 2:6         |
| Zwyciężczyni  | 1.  | 10 stycznia 2009     | Brisbane        | Twarda        | Marion Bartoli       | 6:3, 6:1            |
| Zwyciężczyni  | 2.  | 21 lutego 2009       | Memphis         | Twarda (hala) | Caroline Wozniacki   | 6:1, 6:3            |
| Zwyciężczyni  | 3.  | 5 kwietnia 2009      | Miami           | Twarda        | Serena Williams      | 6:3, 6:1            |
| Finalistka    | 5.  | 20 lutego 2010       | Dubaj           | Twarda        | Venus Williams       | 3:6, 5:7            |
| Finalistka    | 6.  | 19 czerwca 2010      | Eastbourne      | Trawiasta     | Jekatierina Makarowa | 6:7(5), 4:6         |
| Zwyciężczyni  | 4.  | 1 sierpnia 2010      | Stanford        | Twarda        | Marija Szarapowa     | 6:4, 6:1            |
| Zwyciężczyni  | 5.  | 24 października 2010 | Moskwa          | Twarda (hala) | Marija Kirilenko     | 6:3, 6:4            |
| Zwyciężczyni  | 6.  | 2 kwietnia 2011      | Miami           | Twarda        | Marija Szarapowa     | 6:1, 6:4            |
| Zwyciężczyni  | 7.  | 10 kwietnia 2011     | Marbella        | Ceglana       | Irina-Camelia Begu   | 6:3, 6:2            |
| Finalistka    | 7.  | 8 maja 2011          | Madryt          | Ceglana       | Petra Kvitová        | 6:7(3), 4:6         |
| Zwyciężczyni  | 8.  | 23 października 2011 | Luksemburg      | Twarda (hala) | Monica Niculescu     | 6:2, 6:2            |
| Finalistka    | 8.  | 30 października 2011 | Stambuł         | Twarda (hala) | Petra Kvitová        | 5:7, 6:4, 3:6       |
| Zwyciężczyni  | 9.  | 13 stycznia 2012     | Sydney          | Twarda        | Li Na                | 6:2, 1:6, 6:3       |
| Zwyciężczyni  | 10. | 27 stycznia 2012     | Australian Open | Twarda        | Marija Szarapowa     | 6:3, 6:0            |
| Zwyciężczyni  | 11. | 19 lutego 2012       | Doha            | Twarda        | Samantha Stosur      | 6:1, 6:2            |
| Zwyciężczyni  | 12. | 18 marca 2012        | Indian Wells    | Twarda        | Marija Szarapowa     | 6:2, 6:3            |
| Finalistka    | 9.  | 29 kwietnia 2012     | Stuttgart       | Ceglana       | Marija Szarapowa     | 1:6, 4:6            |
| Finalistka    | 10. | 13 maja 2012         | Madryt          | Ceglana       | Serena Williams      | 1:6, 3:6            |
| Finalistka    | 11. | 7 września 2012      | US Open         | Twarda        | Serena Williams      | 2:6, 6:2, 5:7       |
| Zwyciężczyni  | 13. | 7 października 2012  | Pekin           | Twarda        | Marija Szarapowa     | 6:3, 6:1            |
| Zwyciężczyni  | 14. | 14 października 2012 | Linz            | Twarda (hala) | Julia Görges         | 6:3, 6:4            |
| Zwyciężczyni  | 15. | 25 stycznia 2013     | Australian Open | Twarda        | Li Na                | 4:6, 6:4, 6:3       |
| Zwyciężczyni  | 16. | 17 lutego 2013       | Doha            | Twarda        | Serena Williams      | 7:6(6), 2:6, 6:3    |
| Finalistka    | 12. | 19 maja 2013         | Rzym            | Ceglana       | Serena Williams      | 1:6, 3:6            |
| Finalistka    | 13. | 4 sierpnia 2013      | Carlsbad        | Twarda        | Samantha Stosur      | 2:6, 3:6            |
| Zwyciężczyni  | 17. | 18 sierpnia 2013     | Cincinnati      | Twarda        | Serena Williams      | 2:6, 6:2, 7:6(6)    |
| Finalistka    | 14. | 7 września 2013      | US Open         | Twarda        | Serena Williams      | 5:7, 7:6(6), 1:6    |
| Finalistka    | 15. | 4 stycznia 2014      | Brisbane        | Twarda        | Serena Williams      | 4:6, 5:7            |
| Finalistka    | 16. | 28 lutego 2015       | Doha            | Twarda        | Lucie Šafářová       | 4:6, 3:6            |
| Zwyciężczyni  | 18. | 9 stycznia 2016      | Brisbane        | Twarda        | Angelique Kerber     | 6:3, 6:1            |
| Zwyciężczyni  | 19. | 20 marca 2016        | Indian Wells    | Twarda        | Serena Williams      | 6:4, 6:4            |
| Zwyciężczyni  | 20. | 2 kwietnia 2016      | Miami           | Twarda        | Swietłana Kuzniecowa | 6:3, 6:2            |
| Finalistka    | 17. | 7 kwietnia 2019      | Monterrey       | Twarda        | Garbiñe Muguruza     | 1:6, 1:3 krecz      |
| Zwyciężczyni  | 21. | 29 sierpnia 2020     | Nowy Jork       | Twarda        | Naomi Ōsaka          | walkower            |
| Finalistka    | 18. | 12 września 2020     | US Open         | Twarda        | Naomi Ōsaka          | 6:1, 3:6, 3:6       |
| Finalistka    | 19. | 25 października 2020 | Ostrawa         | Twarda (hala) | Aryna Sabalenka      | 2:6, 2:6            |
| Finalistka    | 20. | 17 października 2021 | Indian Wells    | Twarda        | Paula Badosa         | 6:7(5), 6:2, 6:7(2) |

### Gra mieszana 5 (3–2)
| Końcowy wynik | Nr | Data             | Turniej         | Nawierzchnia | Partner      | Przeciwnicy                       | Wynik finału   |
| ------------- | -- | ---------------- | --------------- | ------------ | ------------ | --------------------------------- | -------------- |
| Finalistka    | 1. | 27 stycznia 2007 | Australian Open | Twarda       | Maks Mirny   | Jelena Lichowcewa Daniel Nestor   | 4:6, 4:6       |
| Zwyciężczyni  | 1. | 8 września 2007  | US Open         | Twarda       | Maks Mirny   | Meghann Shaughnessy Leander Paes  | 6:4, 7:6(6)    |
| Zwyciężczyni  | 2. | 7 czerwca 2008   | French Open     | Ceglana      | Bob Bryan    | Katarina Srebotnik Nenad Zimonjić | 6:2, 6:3       |
| Zwyciężczyni  | 3. | 4 sierpnia 2012  | Londyn          | Trawiasta    | Maks Mirny   | Laura Robson Andy Murray          | 2:6, 6:3, 10–8 |
| Finalistka    | 2. | 15 lipca 2018    | Wimbledon       | Trawiasta    | Jamie Murray | Nicole Melichar Alexander Peya    | 6:7(1), 3:6    |

## Występy w Turnieju Mistrzyń

### W grze pojedynczej
| Rok  | Rezultat     | Przeciwniczka                                          | Wynik                                      |
| 2009 | Faza grupowa | Jelena Janković Caroline Wozniacki Agnieszka Radwańska | 6:3, 6:3 6:1, 4:6, 5:7 6:4, 5:7, 1:4 krecz |
| 2010 | Faza grupowa | Wiera Zwonariowa Kim Clijsters Jelena Janković         | 6:7(4), 4:6 4:6, 7:5, 1:6 6:4, 6:1         |
| 2011 | Finał        | Petra Kvitová                                          | 5:7, 6:4, 3:6                              |
| 2012 | Półfinał     | Marija Szarapowa                                       | 4:6, 2:6                                   |
| 2013 | Faza grupowa | Sara Errani Jelena Janković Li Na                      | 7:6(4), 6:2 4:6, 3:6 2:6, 1:6              |

### W grze podwójnej
| Rok  | Rezultat              | Partnerka      | Przeciwniczki                          | Wynik                                  |
| 2019 | Zawodniczki rezerwowe | Ashleigh Barty | nie wystąpiły – zrezygnowały ze startu | nie wystąpiły – zrezygnowały ze startu |

## Turnieje rangi ITF
| turnieje z pulą nagród 100 000 $ |
| turnieje z pulą nagród 75 000 $  |
| turnieje z pulą nagród 50 000 $  |
| turnieje z pulą nagród 25 000 $  |
| turnieje z pulą nagród 15 000 $  |
| turnieje z pulą nagród 10 000 $  |

### Gra pojedyncza 3 (1-2)
| Rezultat     |    | Data       | Turniej    | ($)    | Naw.    | Przeciwniczka      | Wynik      |
| Finalistka   | 1. | 03/04/2005 | Augusta    | 25 000 | Twarda  | Saori Obata        | 2:6, 2:6   |
| Zwyciężczyni | 1. | 24/07/2005 | Pétange    | 50 000 | Ceglana | Wiktorija Kutuzowa | 6:4, 6:2   |
| Finalistka   | 2. | 12/11/2006 | Pittsburgh | 75 000 | Twarda  | Aleksandra Wozniak | 2:6, krecz |

### Gra podwójna 4 (3-1)
| Rezultat     |    | Data       | Turniej         | ($)    | Naw.   | Partnerka       | Przeciwniczki                      | Wynik            |
| Zwyciężczyni | 1. | 16/11/2003 | Ramat ha-Szaron | 10 000 | Twarda | Wolha Hawarcowa | Natalie Neri Danielle Steinberg    | 6:0, 6:3         |
| Finalistka   | 1. | 18/04/2004 | Bol             | 10 000 | Twarda | Wolha Hawarcowa | Anna Bastrikowa Ałła Kudriawcewa   | 4:6, 1:6         |
| Zwyciężczyni | 2. | 20/11/2005 | Tucson          | 75 000 | Twarda | Tacciana Puczak | Maria Fernanda Alves Melinda Czink | 4:6, 7:6(3), 6:1 |
| Zwyciężczyni | 3. | 04/03/2007 | Las Vegas       | 75 000 | Twarda | Tacciana Puczak | Maret Ani Alberta Brianti          | 6:2, 6:4         |

## Występy w igrzyskach olimpijskich

### Gra pojedyncza
| Runda                                                                           | Przeciwniczka                          | Wynik         |  |
| ------------------------------------------------------------------------------- | -------------------------------------- | ------------- |  |
|                                                                                 |                                        |               |  |
| Letnie Igrzyska Olimpijskie w Pekinie 2008, reprezentując państwo Białoruś [12] |                                        |               |  |
| I runda                                                                         | Ukraina: Tetiana Perebyjnis            | 6:4, 5:7, 6:4 |  |
| II runda                                                                        | Australia: Casey Dellacqua             | 6:2, 6:2      |  |
| III runda                                                                       | Stany Zjednoczone: Venus Williams [7]  | 3:6, 2:6      |  |
|                                                                                 |                                        |               |  |
| Letnie Igrzyska Olimpijskie w Londynie 2012, reprezentując państwo Białoruś [1] |                                        |               |  |
| I runda                                                                         | Rumunia: Irina-Camelia Begu            | 6:1, 3:6, 6:1 |  |
| II runda                                                                        | Hiszpania: María José Martínez Sánchez | 6:1, 6:2      |  |
| III runda                                                                       | Rosja: Nadieżda Pietrowa [16]          | 7:6(6), 6:4   |  |
| Ćwierćfinał                                                                     | Niemcy: Angelique Kerber [7]           | 6:4, 7:5      |  |
| Półfinał                                                                        | Stany Zjednoczone: Serena Williams [4] | 1:6, 2:6      |  |
| O brązowy medal                                                                 | Rosja: Marija Kirilenko [14]           | 6:3, 6:4      |  |

### Gra podwójna
| Runda                                                                      | Partnerka       | Przeciwniczki                                           | Wynik         |
| -------------------------------------------------------------------------- | --------------- | ------------------------------------------------------- | ------------- |
|                                                                            |                 |                                                         |               |
| Letnie Igrzyska Olimpijskie w Pekinie 2008, reprezentując państwo Białoruś |                 |                                                         |               |
| I runda                                                                    | Tacciana Puczak | Estonia: Maret Ani / Kaia Kanepi                        | 6:2, 6:2      |
| II runda                                                                   | Tacciana Puczak | Stany Zjednoczone: Lindsay Davenport / Liezel Huber [5] | 4:6, 6:4, 3:6 |

### Gra mieszana
| Runda                                                                       | Partner        | Przeciwnicy                                     | Wynik          |
| --------------------------------------------------------------------------- | -------------- | ----------------------------------------------- | -------------- |
|                                                                             |                |                                                 |                |
| Letnie Igrzyska Olimpijskie w Londynie 2012, reprezentując państwo Białoruś |                |                                                 |                |
| I runda                                                                     | Maks Mirny [1] | Niemcy: Angelique Kerber / Philipp Petzschner   | 6:2, 6:2       |
| Ćwierćfinał                                                                 | Maks Mirny [1] | Indie: Sania Mirza / Leander Paes               | 7:5, 7:6(5)    |
| Półfinał                                                                    | Maks Mirny [1] | Stany Zjednoczone Lisa Raymond / Mike Bryan [3] | 3:6, 6:4, 10–7 |
| O złoty medal                                                               | Maks Mirny [1] | Wielka Brytania Laura Robson / Andy Murray      | 2:6, 6:3, 10–8 |

## Finały juniorskich turniejów wielkoszlemowych

### Gra pojedyncza (2)
| Końcowy wynik | Rok  | Turniej         | Nawierzchnia | Przeciwniczka | Wynik finału |
| Zwyciężczyni  | 2005 | Australian Open | Twarda       | Ágnes Szávay  | 6:2, 6:2     |
| Zwyciężczyni  | 2005 | US Open         | Twarda       | Alexa Glatch  | 6:3, 6:4     |

### Gra podwójna (4)
| Końcowy wynik | Rok  | Turniej         | Nawierzchnia | Partnerka       | Przeciwniczki                    | Wynik finału  |
| Zwyciężczyni  | 2004 | Wimbledon       | Trawiasta    | Wolha Hawarcowa | Marina Erakovic Monica Niculescu | 6:4, 3:6, 6:4 |
| Zwyciężczyni  | 2005 | Australian Open | Twarda       | Marina Erakovic | Nikola Fraňková Ágnes Szávay     | 6:0, 6:2      |
| Zwyciężczyni  | 2005 | French Open     | Ceglana      | Ágnes Szávay    | Raluca Olaru Amina Rakhim        | 4:6, 6:4, 6:0 |
| Zwyciężczyni  | 2005 | Wimbledon       | Trawiasta    | Ágnes Szávay    | Marina Erakovic Monica Niculescu | 6:7, 6:2, 6:0 |

## Nagrody i odznaczenia
- Nagroda fanów dla ulubionej pary deblowej, WTA Awards (2011)[33]
- Diamentowe Asy, WTA Awards (2012, 2013)[33]
- Order Ojczyzny klasy III (Ордэн Айчыны III ступені) (2012)[34]